# Björn Franken (Politiker)

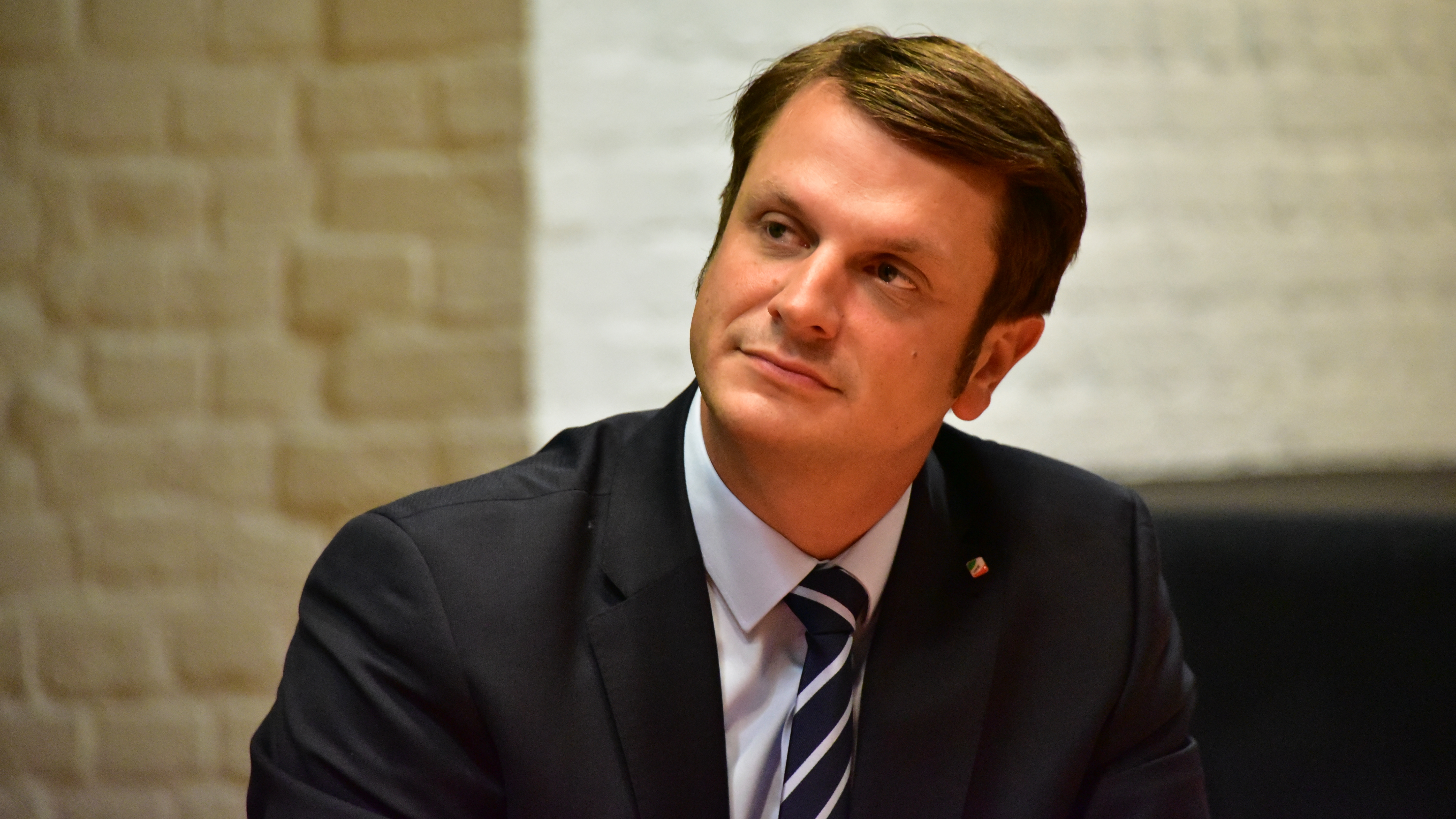
Björn Franken (2017)

Björn Franken (* 19. April 1979 in Siegburg) ist ein deutscher Politiker der Christlich Demokratischen Union Deutschlands (CDU). Seit dem 1. Juni 2017 ist er Mitglied des Landtages von Nordrhein-Westfalen.

## Leben
Björn Franken wurde 1979 als Sohn eines Landwirtes in Siegburg geboren und wuchs in Ruppichteroth auf.
Er ist verheiratet und hat drei Kinder.

### Schule und Ausbildung
Von 1985 bis 1989 besuchte er die Grundschule Schönenberg und danach die Hauptschule Ruppichteroth. 1995 wechselte er auf die Höhere Handelsschule Siegburg und erlangte dort 1997 die Fachhochschulreife. Anschließend machte er eine zweijährige Ausbildung zum Kaufmann für Bürokommunikation bei der CDU/CSU-Fraktion im Deutschen Bundestag in Bonn und an der Berufsschule Bonn-Duisdorf. Von 1999 bis 2000 war er Wehrdienstleistender.
2001 begann er ein Studium der Wirtschaftswissenschaften mit Schwerpunkt auf B2B-Marketing und Personalmanagement an der Hochschule Bonn-Rhein-Sieg in Sankt Augustin und absolvierte 2005 ein Auslandssemester in Indonesien.

### Beruflicher Werdegang
Nach seinem Studium arbeitete er in der Personalabteilung eines Telekommunikationsunternehmens in Bonn sowie von 2008 bis zum Einzug in den Landtag 2017 in leitender Funktion bei einer Tochterfirma eines Handelskonzerns in Köln.

### Ehrenamtliches Engagement
Neben Ämtern innerhalb der Partei engagiert sich Franken in der Mitgliederversammlung der Metropolregion Rheinland e.V., als Mitglied in der Kommission Regionale 2025 des Regionalrats des Regierungsbezirks Köln sowie als stellvertretendes Mitglied der Gesellschafterversammlung der BusinessCampus Rhein-Sieg GmbH. Seit März 2019 ist er zudem als Nachfolger von Andrea Milz Vorsitzender des Kreisverbandes Bonn/Rhein-Sieg der Schutzgemeinschaft Deutscher Wald.

## Politik

### Partei
Björn Franken war von 2000 bis 2008 Vorsitzender der Jungen Union Ruppichteroth. Seit 2001 ist er Mitglied der CDU, seit 2011 Vorsitzender des CDU-Ortsverbandes Ruppichteroth sowie seit 2021 stellvertretender Kreisvorsitzender der CDU Rhein-Sieg. Von 2004 bis 2020 war er Mitglied im Gemeinderat in Ruppichteroth,  2014 und 2020 wurde er  jeweils direkt in den Kreistag des Rhein-Sieg-Kreises gewählt.

### Abgeordneter
Zur Landtagswahl am 14. Mai 2017 kandidierte Franken als Direktkandidat im Wahlkreis Rhein-Sieg-Kreis I und gewann diesen deutlich mit 43,9 % der Stimmen. Im Landtag war er in der 17. Wahlperiode Mitglied im Ausschuss für Wirtschaft, Energie und Landesplanung, im Integrationsausschuss und im Ausschuss für Digitalisierung und Innovation. Zudem war er Schriftführer und Ehrenamtsbeauftragter der CDU-Landtagsfraktion.
Bei der Landtagswahl 2022 konnte er seinen Wahlkreis, der neu zugeschnitten worden war, mit 41,3 % verteidigen. In der 18. Wahlperiode ist er Mitglied im Ausschuss für Wirtschaft, Industrie, Klimaschutz und Energie, im Wissenschaftsausschuss sowie im Ausschuss für Bauen, Wohnen und Digitalisierung. Franken ist zudem digitalpolitischer Sprecher sowie Beauftragter für Industrie und mittelständisch produzierende Unternehmen der CDU-Landtagsfraktion.